# Revelations (Wynonna Judd)
Revelations è il terzo album in studio della cantante statunitense Wynonna Judd, pubblicato nel 1996.

## Tracce
1. To Be Loved by You – 4:50 (Gary Burr, Mike Reid)
2. Somebody to Love You – 4:51 (Gary Nicholson, Delbert McClinton)
3. Change the World – 3:16 (Gordon Kennedy, Tommy Sims, Wayne Kirkpatrick)
4. Don't Look Back – 5:08 (Tonio K., John Keller)
5. Old Enough to Know Better – 4:15 (Jeff Silbar, Glen Clark)
6. Heaven Help My Heart – 6:06 (David Tyson, Tina Arena, Dean McTaggart)
7. Love by Grace – 4:12 (Dave Loggins, Wayne Tester)
8. Free Bird – 7:42 (Allen Collins, Ronnie Van Zant)
9. My Angel Is Here – 5:00 (Lulu, Billy Lawrie, Mark Stephen Cawley)
10. Dance! Shout! – 4:07 (Gary Oliver)